# Новосильцев, Николай Петрович
Николай Петрович Новосильцев (Новосильцов; 24 мая (4 июня) 1789, Санкт-Петербург — 2 (14) октября 1856, Санкт-Петербург) — русский государственный и общественный деятель из дворянского рода Новосильцевых. Действительный тайный советник, сенатор и статс-секретарь.  
Почётный опекун Опекунского совета Учреждений императрицы Марии Фёдоровны и почётный член Императорского человеколюбивого общества. Брат рязанского губернатора Петра Петровича Новосильцева (1797—1869).

## Биография
Происходил из дворянского рода Новосильцевых. Родился 24 мая (4 июня) 1789 года в Санкт-Петербурге в семье действительного тайного советника и сенатора Петра Ивановича Новосильцева (1744—1805); 28 мая был крещён в церкви Вознесения Господня при восприемстве В. Н. Зиновьева и Е. В. Торсуковой.
В службе и в классном чине с 28 марта 1803 года. С 26 сентября 1818 года в чине коллежского советника, Николай Новосильцев состоял одним из правителей дел в Канцелярии вдовствующей императрицы Марии Фёдоровны и вёл её личную переписку. В 1819 году Николай Новосильцев был произведён в чин статского советника, а уже 30 августа 1821 года в чин действительного статского советника. Одновременно с должностью правителя дел Николай Новосильцев являлся управляющим Конторой Её Императорского Величества.
6 декабря 1827 года Николай Новосильцев был произведён в чин тайного советника, а в 1829 году был назначен статс-секретарём Его Императорского Величества и членом Комиссии прошений. В 1830 году Николай Новосильцев был назначен товарищем министра внутренних дел А. А. Закревского, одновременно являлся обер-директором Императорского коммерческого училища. В 1833 году Николай Новосильцев был назначен сенатором по Первому департаменту Правительствующего Сената, оставаясь членом Комиссии прошений.
На 1842 год Николай Новосильцев являлся почётным опекуном Опекунского совета Учреждений императрицы Марии Фёдоровны и членом Советов — Общества Благородных девиц и Санкт-Петербургского училища ордена Святой Екатерины. На 1855 год Николай Новосильцев являлся почётным членом Императорского человеколюбивого общества и одним из основателей коммерческого училища для глухонемых Санкт-Петербургской губернии.
Николай Новосильцев был знаком с А. С. Пушкиным, вместе с которым был попечителем «малолетней девицы» Софьи Шишковой — дочери А. А. Шишкова. Николай Новосильцев имел в Царском Селе дом на углу Средней (Большой) и Конюшенной (Манежной) улиц, в котором в 1835 году жил М. Ю. Лермонтов. Как и его родной брат Пётр Николай Новосильцев имел характерный выдававшийся вперёд подбородок, за что братья получили в обществе прозвище «casse-noisettes».
Скончался 2 (14) октября 1856 года в Петербурге и был похоронен на Тихвинском кладбище Александро-Невской лавры.

## Награды
- Орден Святого Владимира 4-й степени[3] (14 июля 1809)[15]
- Орден Святой Анны 2-й степени[3] (12 декабря 1816)[16]
- Орден Святого Владимира 2-й степени[17] (22 июля 1822)[18]
- Орден Святой Анны 1-й степени (ВП 6.04.1824[17][19]; алмазные знаки к ордену — ВП от 7.01.1828[20])
- Орден Белого орла[9] (9 апреля 1832)[21]
- Орден Святого Александра Невского (ВП 7 апреля 1835[22]; алмазные знаки к ордену — ВП от 15 апреля 1841[23][24])

## Семья
Жена (с 15 февраля 1813 года) — графиня Екатерина Ивановна Апраксина (03.08.1787 — 31.05.1864), родилась в Петербурге и происходила из знатной, но бедной семьи графа И. А. Апраксина. В Петербургском обществе её брак с Новосильцевым многие восприняли неоднозначно. Так, Екатерина Апраксина, очень кичившаяся своей громкой фамилией и знатным происхождением, не могла перенести, что особа, носящая одинаковую фамилию с ней, решилась выйди за какого-то выскочку, а А. С. Шишков писал жене: «Поздравь от меня Николая Петровича Новосильцева с невестою или женою, и скажи, что есть с чем поздравить: она всегда казалась мне прелюбезною девицею». Похоронена рядом с мужем в Петербурге. Дети:
- Мария Николаевна (1814 — 03.11.1865) — фрейлина двора[31];
- Ардалион Николаевич (17.12.1815 — 1878) — основоположник промышленной добычи и использования нефти в России[32];
- Екатерина Николаевна (6.04.1817 — 29.12.1869) — фрейлина двора, замужем с 09 ноября 1838 года за обер-камергером Эммануилом Нарышкиным[33][34];
- Василий Николаевич (15.08.1818 — 17.03.1870[35]) — крестник Николая I и императрицы Марии Фёдоровны[36], служил в лейб-гусарском полку, умер от чахотки, похоронен в Александро-Невской лавре[32];
- Пётр Николаевич (07.09.1820 — 21.06.1864[37]) — крестник великого князя Михаила Павловича и императрицы Марии Фёдоровны[36], служил в Киевском гусарском полку, отставной штаб-ротмистр[32];
- Варвара Николаевна (23.01.1823 — ?) — крестница императрицы Марии Фёдоровны[38];
- Иван Николаевич (23.12.1825 — 1870) — крестник императрицы Марии Фёдоровны и Александра II[38]; военный, — унтер-офицер Митавского гусарского полка, с декабря 1847 года корнет лейб-гвардии Кирасирского полка, поручик (1849), штаб-ротмистр (1855), полковник; был женат на Марии Петровне Кожиной, — начальнице Смольного института благородных девиц (1886—1894).